# DSV-Pokal 2014/15
Der DSV-Pokal 2014/15 war die 43. Austragung des Wasserballpokalwettbewerbs der Herren. Er begann am 4. Oktober 2014 mit der 1. Runde und endete mit dem Sieg der Wasserfreunde Spandau 04 im Finale über Waspo 98 Hannover. Der Rekordgewinner aus Spandau sicherte sich damit seinen 30. Titel seit 1979.

## Teilnehmende Mannschaften
Für den DSV-Pokal haben sich folgende 32 Mannschaften qualifiziert:
| Deutsche Wasserball-Liga die 16 Vereine der Saison 2013/14 | 2. Wasserball-Liga Landesgruppen der Saison 2013/14 | Oberliga aus der Saison 2013/14                                                                              |
| Plätze 1–8 - Wasserfreunde Spandau 04 (TV) - ASC Duisburg - Waspo 98 Hannover - SSV Esslingen - White Sharks Hannover - SV Cannstatt - SV Bayer Uerdingen 08 - SG Neukölln Berlin Plätze 9–16 - SVV Plauen - SC Neustadt - SV Krefeld 72 - OSC Potsdam - SV Weiden - SC Wedding Berlin - Duisburger SV 98 - SC Wasserfreunde Fulda | Nord - SpVg Laatzen - Poseidon Hamburg - Hellas 1899 Hildesheim Ost - SGW Brandenburg - SGW Dresden - Wasserball-Union Magdeburg - SV Zwickau 04 West - SGW Köln - SGW Solingen/Wuppertal Süd - SV Ludwigsburg 08 - SGW Leimen/Mannheim - Erster Frankfurter SC - SV Würzburg 05 | Oberliga Schleswig-Holstein - HSG Warnemünde Oberliga West - DJK SV Poseidon Duisburg - WSG Oberhausen 97/27 |

## Modus
Der Sieger im DSV-Pokal, wurde nach dem K.-o.-System ermittelt. Die Paarungen wurden vor jeder Runde ausgelost, wobei unterklassige Vereine Heimrecht hatten. Endete ein Spiel nach regulärer Spielzeit unentschieden, kam es zu einer Verlängerung. War das Spiel auch nach der Verlängerung nicht entschieden, wurde der Sieger durch Fünfmeterwerfen ermittelt.

## 1. Runde
In der ersten Runde im DSV-Pokal starteten die qualifizierten Mannschaften aus den Landesgruppen der 2. Wasserball-Liga und aus den Oberligen der Saison 2013/14.
| Datum               |                          | Ergebnis |                            |
| ------------------- | ------------------------ | -------- | -------------------------- |
| Sa 04.10. 16:00 Uhr | DJK SV Poseidon Duisburg | 9:6      | Erster Frankfurter SC      |
| Sa 04.10. 16:00 Uhr | Poseidon Hamburg         | 10:00    | SGW Köln                   |
| Sa 04.10. 16:00 Uhr | SGW Brandenburg          | 14:70    | SGW Leimen/Mannheim        |
| Sa 04.10. 16:15 Uhr | HSG Warnemünde           | 13:14    | SV Zwickau 04              |
| Sa 04.10. 16:30 Uhr | SV Würzburg 05           | 07:13    | SpVg Laatzen               |
| Sa 04.10. 18:00 Uhr | WSG Oberhausen 97/27     | 06:23    | Hellas 1899 Hildesheim     |
| Sa 04.10. 19:00 Uhr | SV Ludwigsburg 08        | 13:14    | Wasserball-Union Magdeburg |
| Sa 04.10. 20:00 Uhr | SGW Dresden              | 11:12    | SGW Solingen/Wuppertal     |

1. ↑  Die SGW Köln sagte die Pokalpartie kurzfristig wegen Spielermangels ab: Wertung 10:0 für Hamburg.
2. ↑  Sieg nach Fünfmeterwerfen
3. ↑  Sieg nach Fünfmeterwerfen

## 2. Runde
In der zweiten Runde gesellten sich zu den acht Siegern der ersten Runde, jene Mannschaften aus der Deutschen Wasserball-Liga die in der Saison 2013/14 die Plätze 9 bis 16 belegten.
| Datum               |                            | Ergebnis |                        |
| ------------------- | -------------------------- | -------- | ---------------------- |
| Sa 18.10. 16:00 Uhr | DJK SV Poseidon Duisburg   | 07:15    | SVV Plauen             |
| Sa 18.10. 16:00 Uhr | SGW Brandenburg            | 10:12    | Duisburger SV 98       |
| Sa 18.10. 16:00 Uhr | SpVg Laatzen               | 07:20    | OSC Potsdam            |
| Sa 18.10. 16:00 Uhr | Poseidon Hamburg           | 15:60    | SGW Solingen/Wuppertal |
| Sa 18.10. 16:30 Uhr | Hellas 1899 Hildesheim     | 09:12    | SC Wedding Berlin      |
| Sa 18.10. 18:00 Uhr | SV Zwickau 04              | 07:21    | SC Neustadt            |
| Sa 18.10. 18:00 Uhr | SV Weiden                  | 10:15    | SV Krefeld 72          |
| Sa 18.10. 18:00 Uhr | Wasserball-Union Magdeburg | 05:12    | SC Wasserfreunde Fulda |

## Achtelfinale
Ab dem Achtelfinale stiegen die acht besten Mannschaften der Deutschen Wasserball-Liga aus der Saison 2013/14 in den Wettbewerb ein.
| Datum               |                        | Ergebnis |                          |
| ------------------- | ---------------------- | -------- | ------------------------ |
| Sa 08.11. 18:00 Uhr | Duisburger SV 98       | 02:14    | Wasserfreunde Spandau 04 |
| Sa 29.11. 16:00 Uhr | ASC Duisburg           | 25:80    | SG Neukölln Berlin       |
| Sa 29.11. 16:00 Uhr | SSV Esslingen          | 21:90    | SC Wedding Berlin        |
| Sa 29.11. 16:00 Uhr | Poseidon Hamburg       | 08:17    | SV Krefeld 72            |
| Sa 29.11. 16:30 Uhr | SV Bayer Uerdingen 08  | 7:6      | SV Cannstatt             |
| Sa 29.11. 18:00 Uhr | OSC Potsdam            | 14:12    | White Sharks Hannover    |
| Sa 29.11. 19:00 Uhr | SC Wasserfreunde Fulda | 07:20    | SC Neustadt              |
| So 14.12. 10:00 Uhr | Waspo 98 Hannover      | 16:11    | SVV Plauen               |

## Viertelfinale
| Datum               |                          | Ergebnis |                       |
| ------------------- | ------------------------ | -------- | --------------------- |
| Sa 10.01. 16:00 Uhr | Waspo 98 Hannover        | 22:40    | SC Neustadt           |
| Sa 10.01. 18:00 Uhr | OSC Potsdam              | 8:7      | SV Bayer Uerdingen 08 |
| Sa 10.01. 18:45 Uhr | SV Krefeld 72            | 11:12    | SSV Esslingen         |
| So 11.01. 15:00 Uhr | Wasserfreunde Spandau 04 | 12:70    | ASC Duisburg          |

## Finalrunde inPotsdam

### Halbfinale
| Datum               |                   | Ergebnis |                          |
| ------------------- | ----------------- | -------- | ------------------------ |
| Sa 07.03. 16:00 Uhr | Waspo 98 Hannover | 12:11    | SSV Esslingen            |
| Sa 07.03. 19:30 Uhr | OSC Potsdam       | 03:10    | Wasserfreunde Spandau 04 |

### Spiel um Platz 3
| Datum               |               | Ergebnis |             |
| ------------------- | ------------- | -------- | ----------- |
| So 08.03. 13:30 Uhr | SSV Esslingen | 14:13    | OSC Potsdam |

1. ↑  Sieg nach Fünfmeterwerfen

### Finale
| Waspo 98 Hannover | Waspo 98 Hannover | Wasserfreunde Spandau 04 | Wasserfreunde Spandau 04 |
| | Finale Sonntag, 8. März 2015 um 15:15 Uhr in Potsdam (Schwimmhalle am Brauhausberg) Ergebnis: 9:9 (1:3,3:1,2:4,3:1), 3:5 im Fünfmeterwerfen Zuschauer: 500 Schiedsrichter: Ulrich Rissmann, Erwin Homolka Spielerstatistik |                          |                          |
| Roger Kong – Andreas Schlotterbeck, Erik Bukowski, Ilja Immermann, Mate Balatoni, David Kleine, Predrag Jokić, Ingo Pickert , Felix Haarstick, Bence Toth, Marko Bolović, Bojan Paunovic, Lukas Taplick Trainer: Karsten Seehafer | László Baksa, Tim Höhne – Martin Famera, Christian Schlanstedt, Mateo Ćuk, Vincent Hebisch, Maurice Jüngling, Petar Marković, Erik Miers, Marko Stamm , Moritz Oeler, Marin Restović, Tim Donner Trainer: Petar Kovačević |                          |                          |
| 1:3 Bence Toth (5:46, 5-m-Strafwurf) 2:3 Mate Balatoni (8:30) 3:3 Mate Balatoni (11:04, 5-m-Strafwurf) 4:4 Mate Balatoni (13:25) 5:5 Predrag Jokić (18:46) 6:8 Bence Toth (22:28) 7:8 Erik Bukowski (25:28) 8:9 Andreas Schlotterbeck (27:44) 9:9 Bence Toth (31:50) ----------------------------------------------------------------------------- 1:1 Bence Toth 2:2 Predrag Jokić Mate Balatoni 3:4 Erik Bukowski | 0:1 Moritz Oeler (2:49) 0:2 Marin Restović (4:35) 0:3 Moritz Oeler (5:18) 3:4 Erik Miers (11:57) 4:5 Erik Miers (16:44) 5:6 Maurice Jüngling (19:17) 5:7 Erik Miers (20:04) 5:8 Christian Schlanstedt (21:36) 7:9 Maurice Jüngling (27:02) ----------------------------------------------------------------------------- 0:1 Moritz Oeler 1:2 Martin Famera 2:3 Marin Restović 2:4 Mateo Ćuk 3:5 Maurice Jüngling |                          |                          |
| Seehafer (23:17) | Kovacecić (18:46) |                          |                          |
| | Kovacecić (21:07) |                          |                          |